# Kostel Krista Krále (Praha-Vysočany)

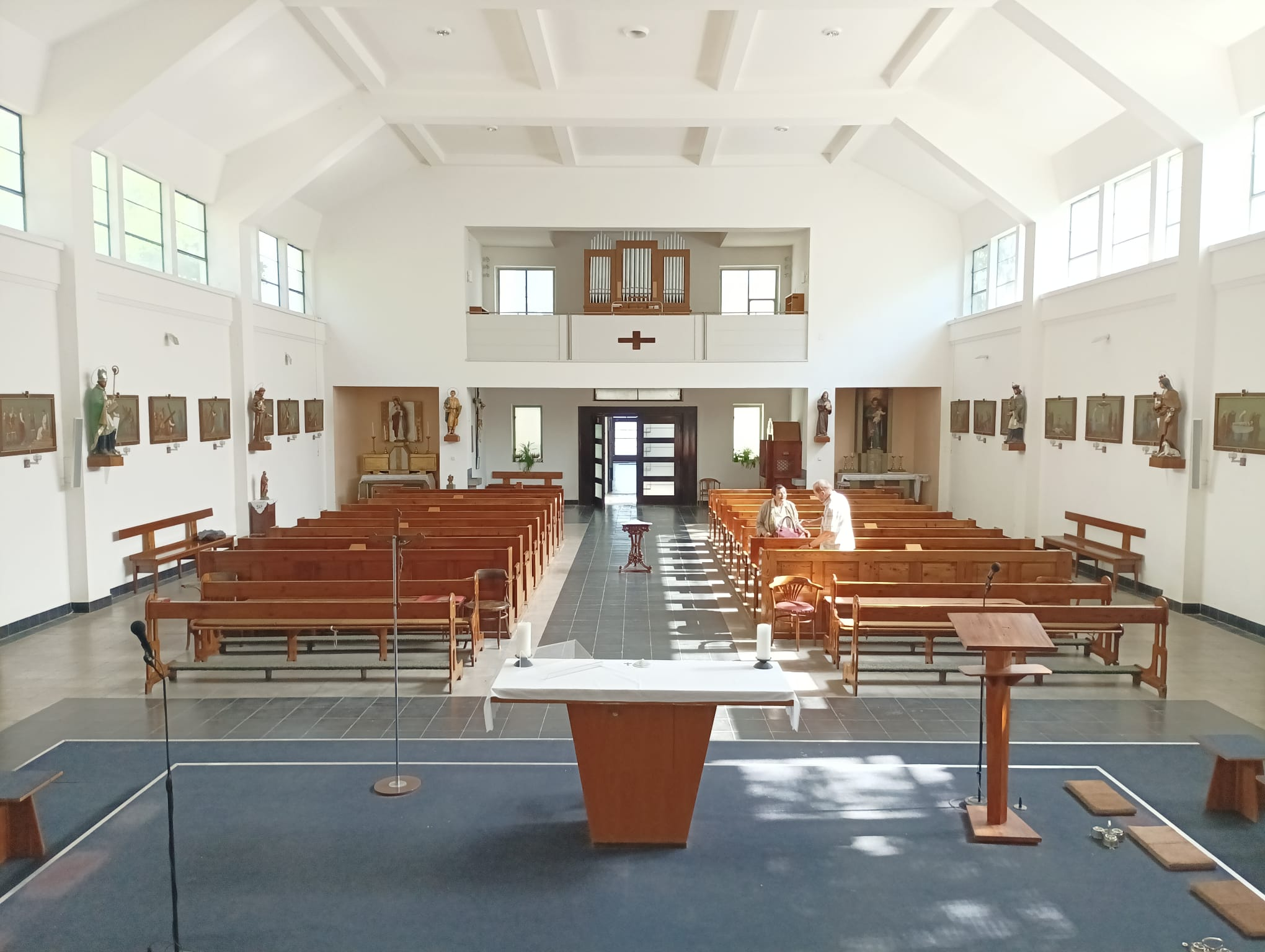
Kostel Krista Krále - pohled od hlavního oltáře do lodi kostela

Kostel Krista Krále je funkcionalistický jednolodní plochostropý římskokatolický farní kostel s vystupujícím pravoúhlým kněžištěm a s věžičkou, stojící v Praze-Vysočanech, na parcele č. 330 uvnitř pětiúhelníkového bloku činžovních domů mezi ulicemi Kolbenova, Špitálská, Zákostelní a Nemocniční; ze zadní strany přiléhá k třípatrovému širokému domu Kolbenova 658/14, skrz nějž je průchodem bezbariérově přístupný, z ulice je nápadný pouze velký nápis Kostel Krista Krále nad vchodem činžovního domu; vnitroblok kolem kostela není veřejně přístupný. Od 22. října 2003 je kostel chráněný jako kulturní památka; památková ochrana se vztahuje i na parcelu č. 331 obklopující kostel a na parcelu č. 329 s činžovním domem čp. 658, který je v databázi památek označen jako fara. Farnost spadá do IV. pražského vikariátu a je v současné době spravována excurrendo z prosecké farnosti u sv. Václava.

## Historie

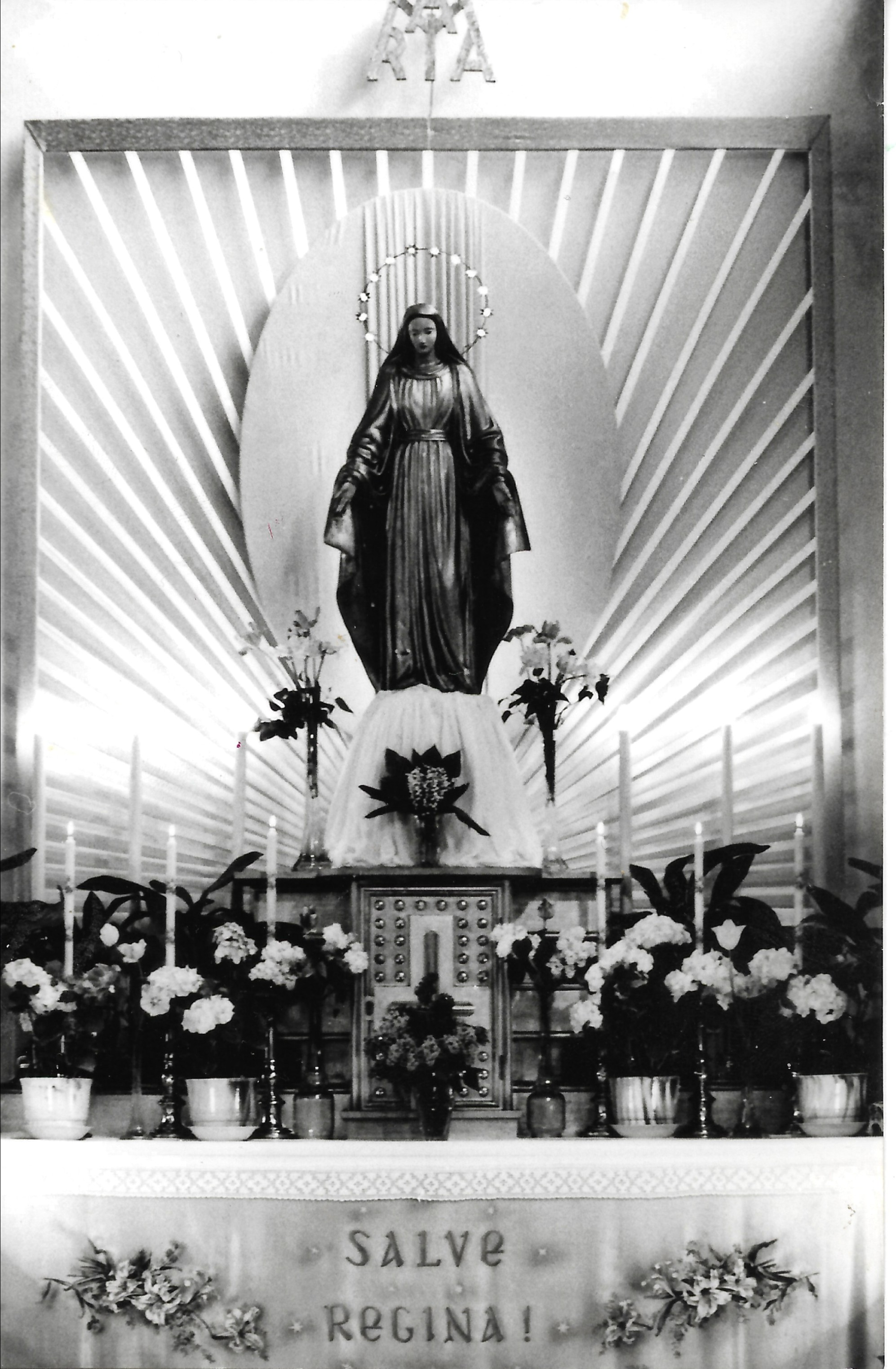
Boční oltář panny Marie s májovou instalací – rok 1979

Roku 1923 byl založen Kostelní spolek, který usiloval o výstavbu kostela ve Vysočanech. Na pozemku, který spolku věnoval dominikánský řád, nechtěla výstavbu pozemku umožnit městská rada, která dávala místo něj k dispozici pozemek za areálem vysočanských továren. Jako kompromisní řešení byl nakonec spolku prodán nynější pozemek, avšak s podmínkou, že před kostelem bude postaven činžovní dům. Zdejší katecheta Arnošt Oliva inicioval sbírku, v níž se od roku 1919 vybralo od 6 tisíc drobných dárců tři čtvrtě milionu korun, sám ke sbírce přispěl nemalou částkou. V roce 1920 přispěl do sbírky i dar papeže Benedikta XV. ve výši 50 000 lir. Druhým velkým vkladatelem byl v roce 1929 Msgre František Kordač částkou 150 000 Kč. Dne 6. října 1929 byl, po dlouhých jednáních, položen základní kámen kostela. Kostel byl postaven podle projektu Bedřicha Vrzala ze stavební a projekční firmy Nekvasil, která projekt realizovala, sochařská výzdoba je především dílem především sochaře Damiána Pešana. Biskup Antonín Podlaha jej vysvětil 7. září 1930. Vzhledem k tomu, že nedlouho předtím, v roce 1925, zavedl papež Pius XI. slavnost Ježíše Krista Krále, dostal kostel toto zasvěcení. Jde o jeden z mála kostelů tohoto zasvěcení v Čechách. Neobvyklé označení „svatyně“ bylo vynuceno vedením radnice (budova nesměla být označena jako kostel) z podobného důvodu, z jakého kostel musel být zakryt domem, aby nebyl nápadný. Od roku 2023 se používá a i na fasádě je nový nápis s označením Kostel Krista Krále. Třípatrový dům byl postaven ještě téhož září, kdy byl kostel vysvěcen. Až do konce roku 1941 byl filiálním kostelem farnosti u sv. Václava na Proseku.

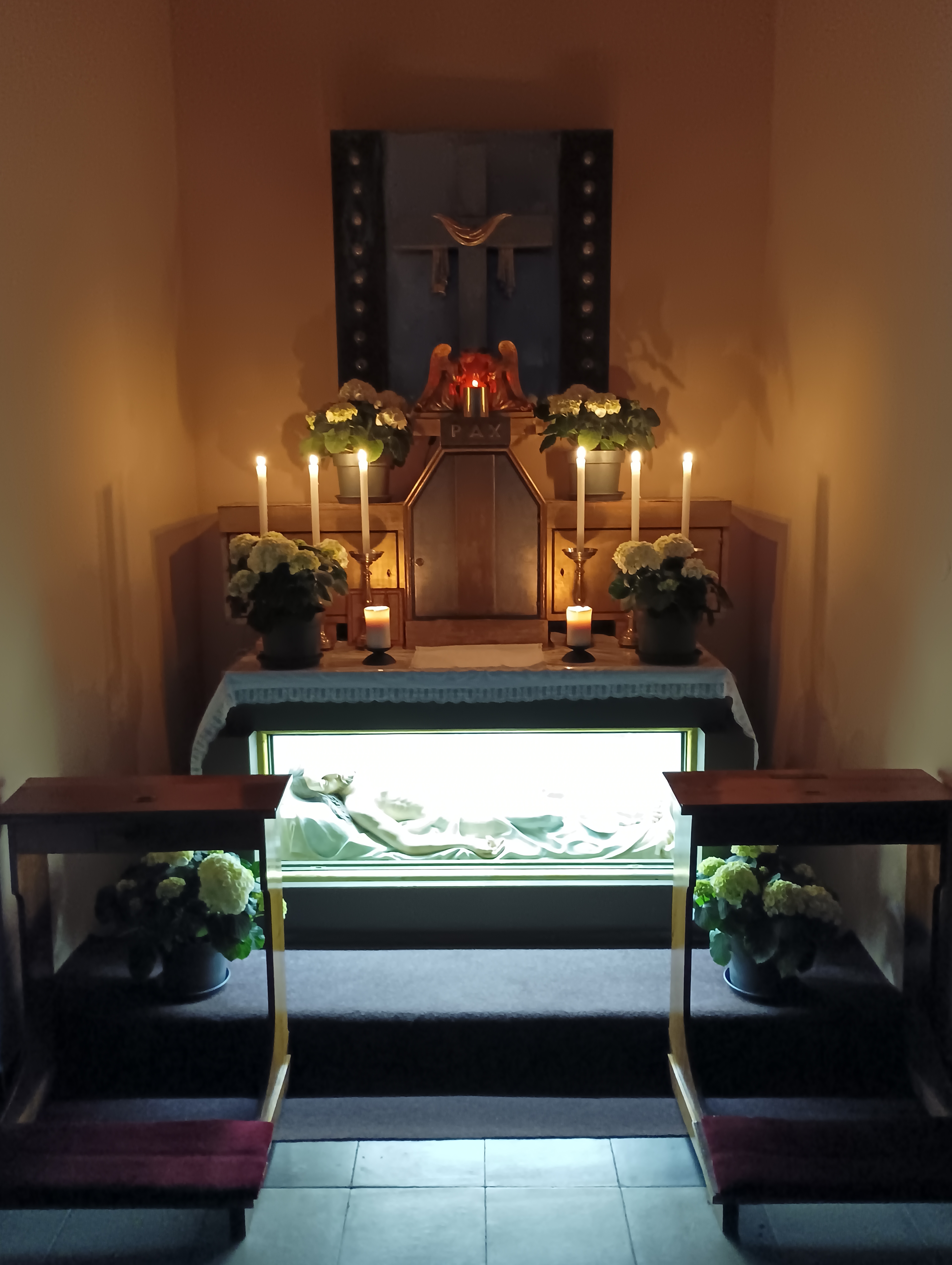
Boční oltář kostela s instalací Božího hrobu - rok 2025

Damián Pešan pro kostel vytvořil sochu Krista Krále, v presbytáři jsou sochy sv. Petra a Pavla, v kostelní lodi sochy sv. Anežky České, sv. Jana Nepomuckého, sv. Antonína, sv. Josefa, sv. Ludmily a sv. Vojtěcha, později přibyly i sochy sv. Prokopa a sv. Víta. Malby křížové cesty a obrazy sv. Václava a Panny Marie pro boční oltáře vytvořil Zikmund Rudl. V kostele se nachází též netradiční keramický betlém.
Kostel byl poznamenán nálety na průmyslové objekty Vysočan na sklonku druhé světové války. V kostele byly tehdy ukládány oběti náletu.
Do roku 2009 byly prakticky dokončeny na náklady městské části Praha 9 i hlavního města náročné opravy, například výměna původní elektroinstalace z roku 1930 či oprava obvodových zdí a osazení nových, stylových oken. Kostelu je věnováno (společně s pivovarem a lidovým domem) 5. zastavení jihovýchodní naučné stezky městské části Praha 9, to je však umístěno téměř půl kilometru od kostela.

## Varhany

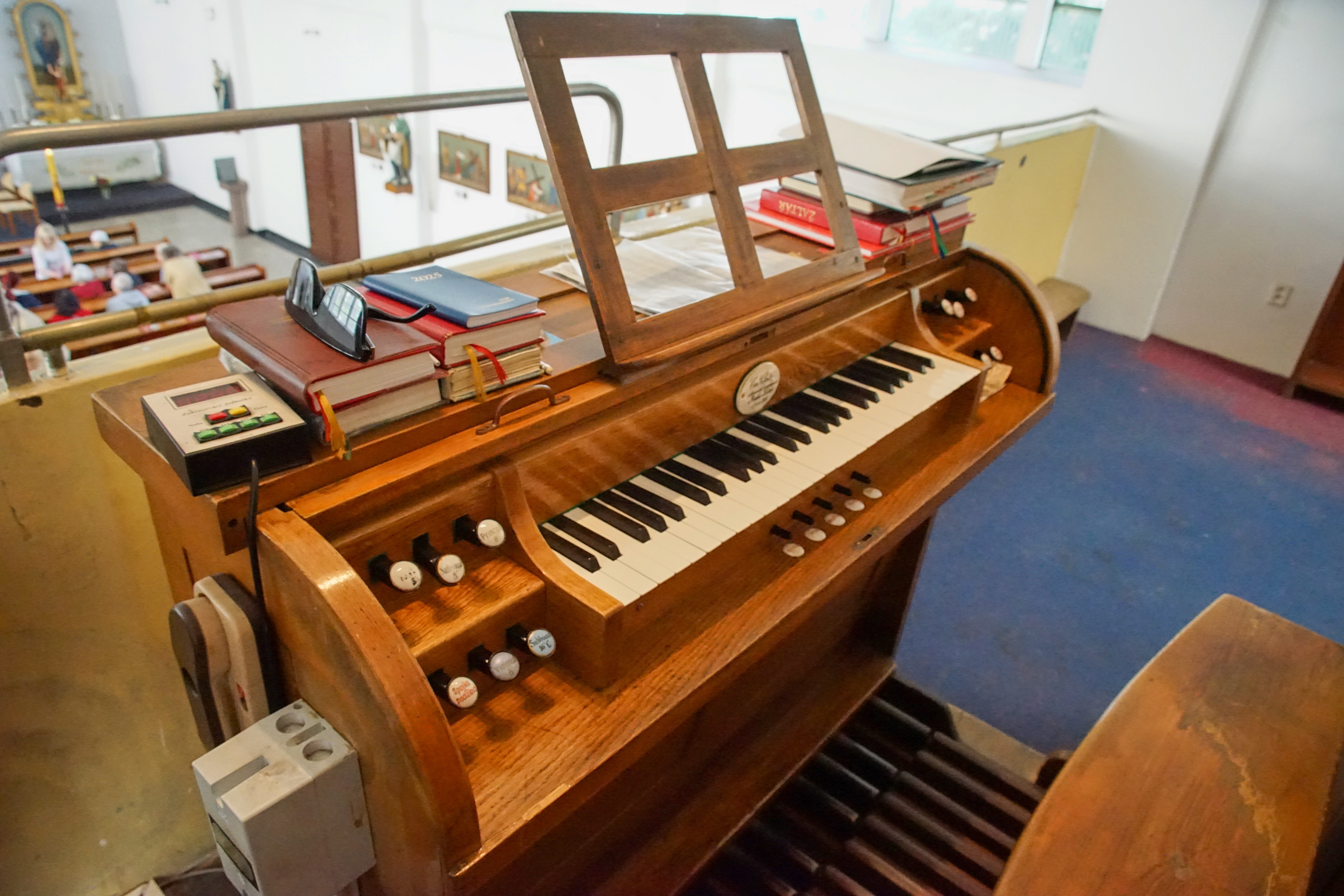
Varhany v kostele Krista Krále - hrací stůl (konzola)

Varhany v kostele Krista Krále vystavěl český varhanář Emanuel Štěpán Petr a jedná se o jeho poslední, 351. opus. Varhany mají jeden manuál, pedál, celkem 9 rejstříků a 3 spojky a k tomu 3 kolektivy. Většina píšťal je kovových, část – především hlubší tóny – jsou ze smrkového dřeva. Jedná se o pneumatické varhany, tzv. pneumatickou výpustku (to je součást vzdušnice v pneumatických varhanách). Jde o technický prvek, který pomocí stlačeného vzduchu (nikoli mechanicky) otevírá nebo zavírá přívod vzduchu do píšťaly. Funguje tak, že když varhaník stiskne klávesu, vyšle se do výpustky vzduchový impuls. Ten ovládne malý měch, tzv. mníšek, který se otevře a pustí hlavní vzduch k píšťale, která pak zahraje. Mezi výhody tohoto typu varhan patří např. lehký chod klaviatury, tichý chod celého mechanismu či možnost stavět složitější registrace s více manuály. Naopak je pneumatická výpustka obecně náchylnější k poruchovosti, náročná na těsnost a změny počasí a s příchodem elektropneumatických systémů technologicky zastaralá.   

## Galerie

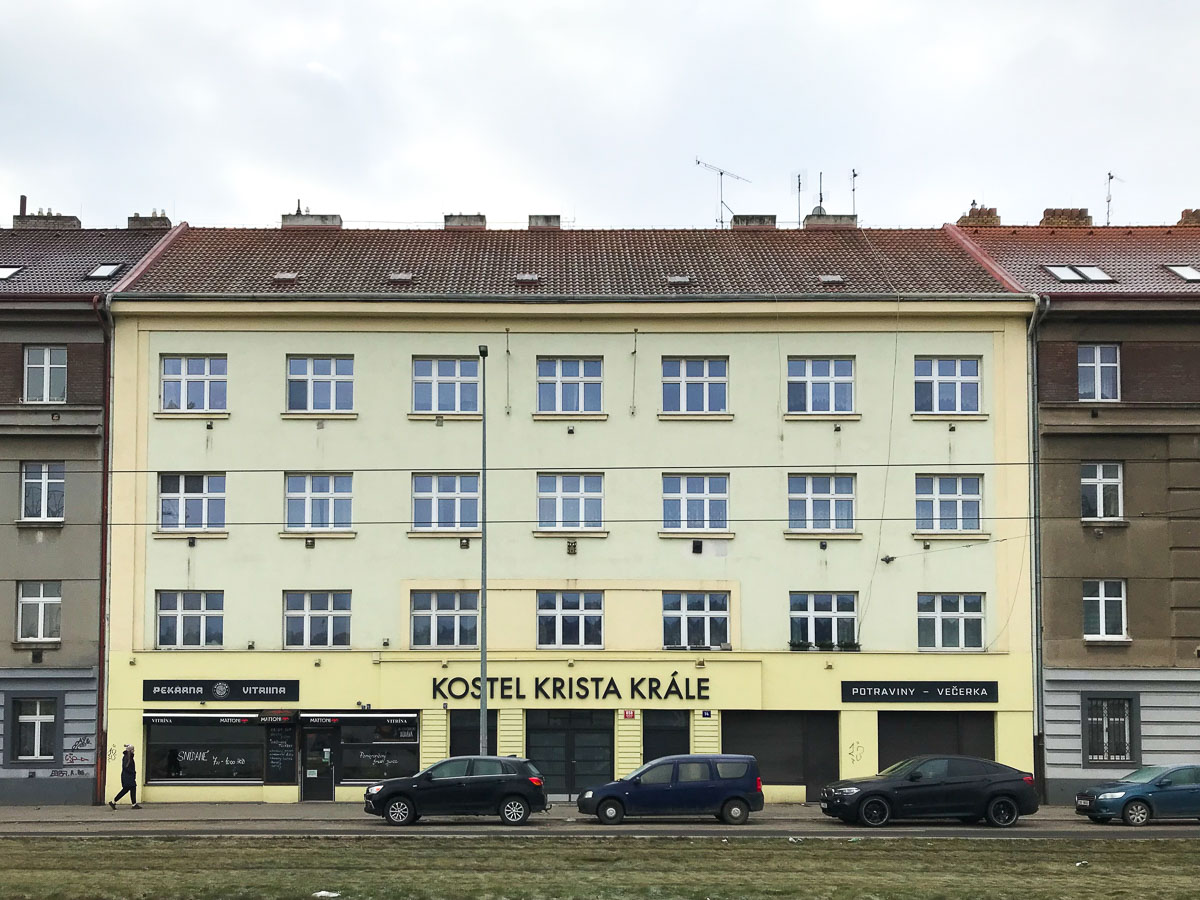
Pohled z ulice na dům Kolbenova 658/14 s vchodem do Kostela Krista Krále
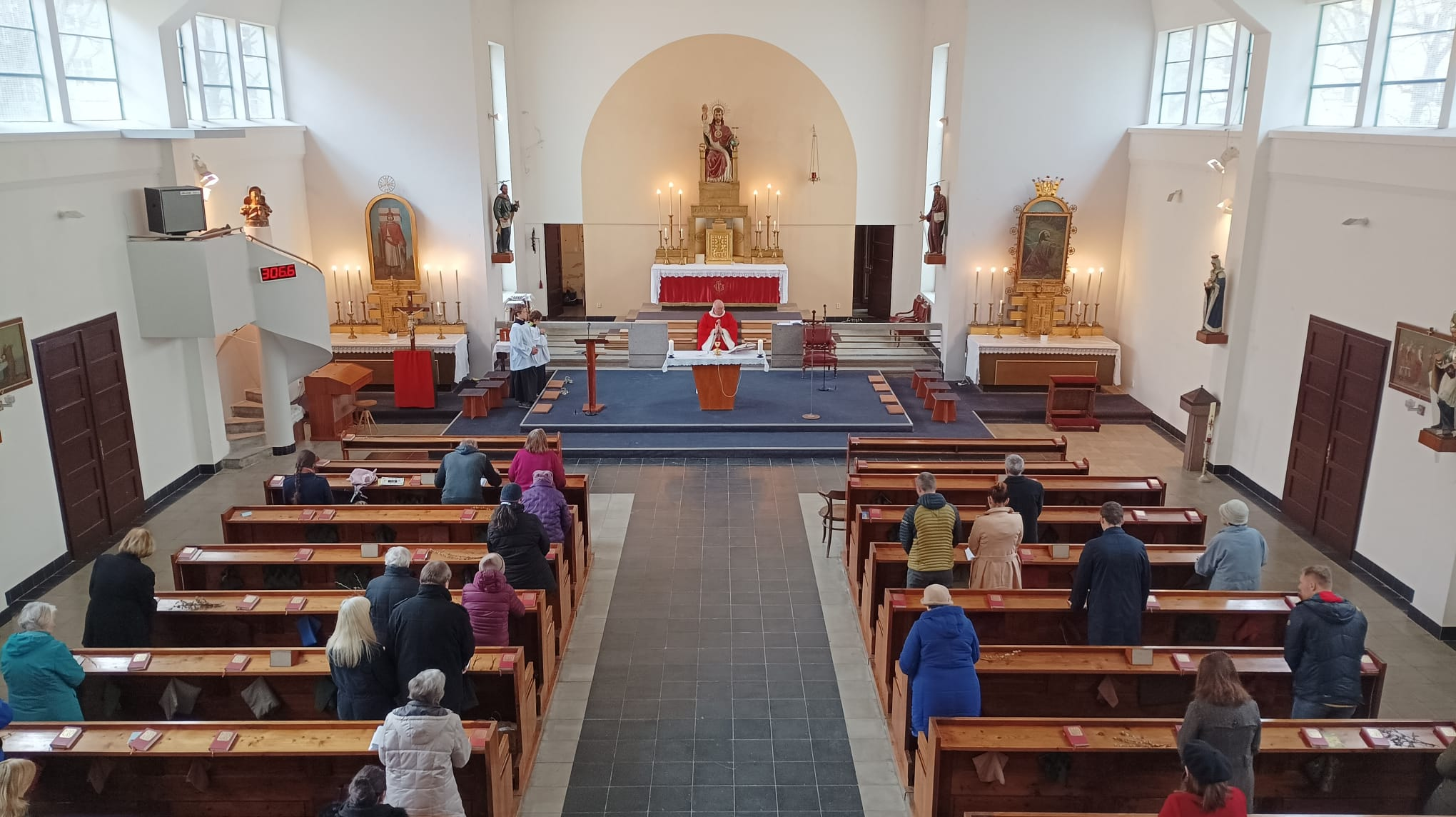
Pohled z kůru při bohoslužbě na Květnou neděli
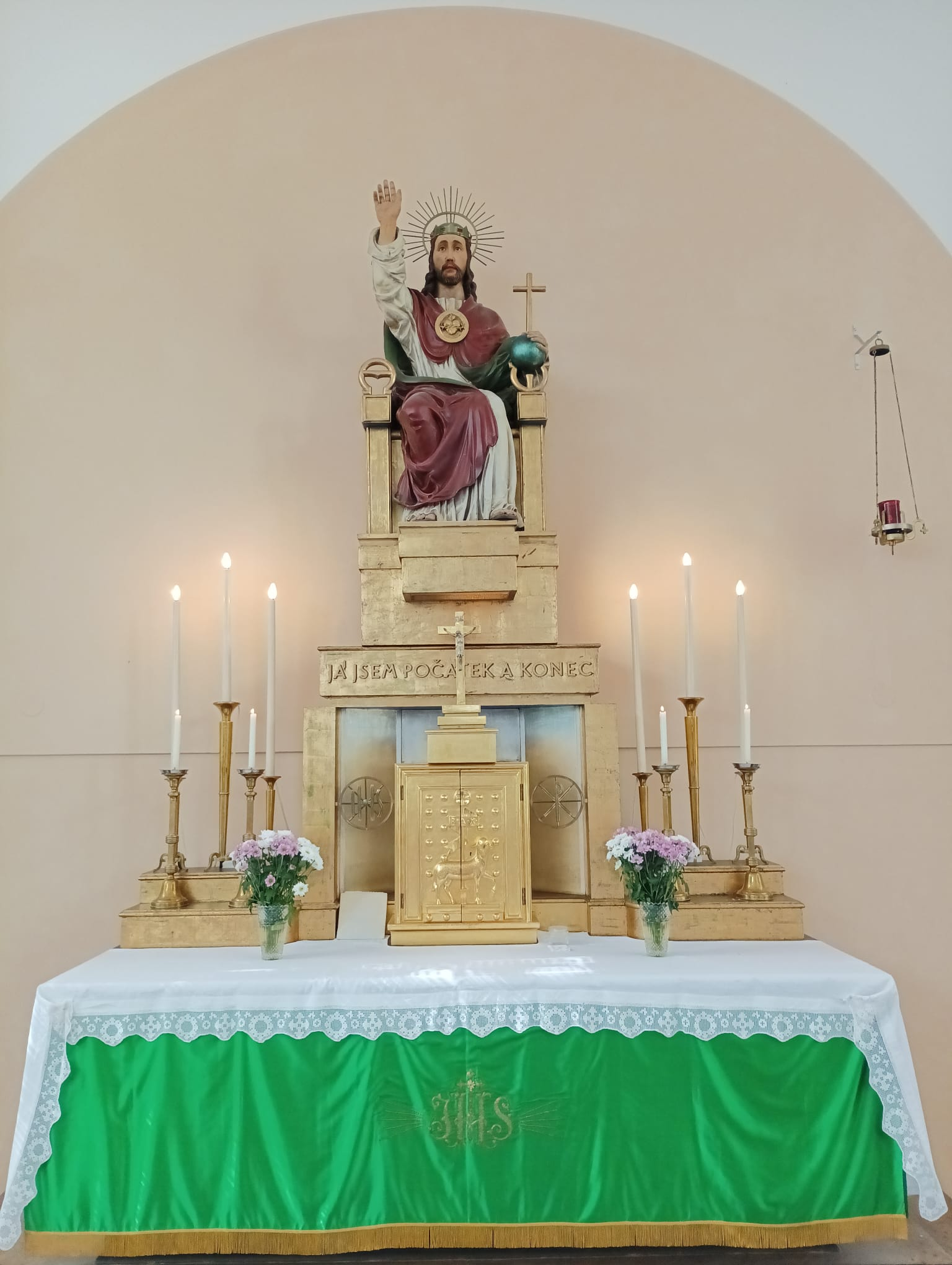
Hlavní oltář
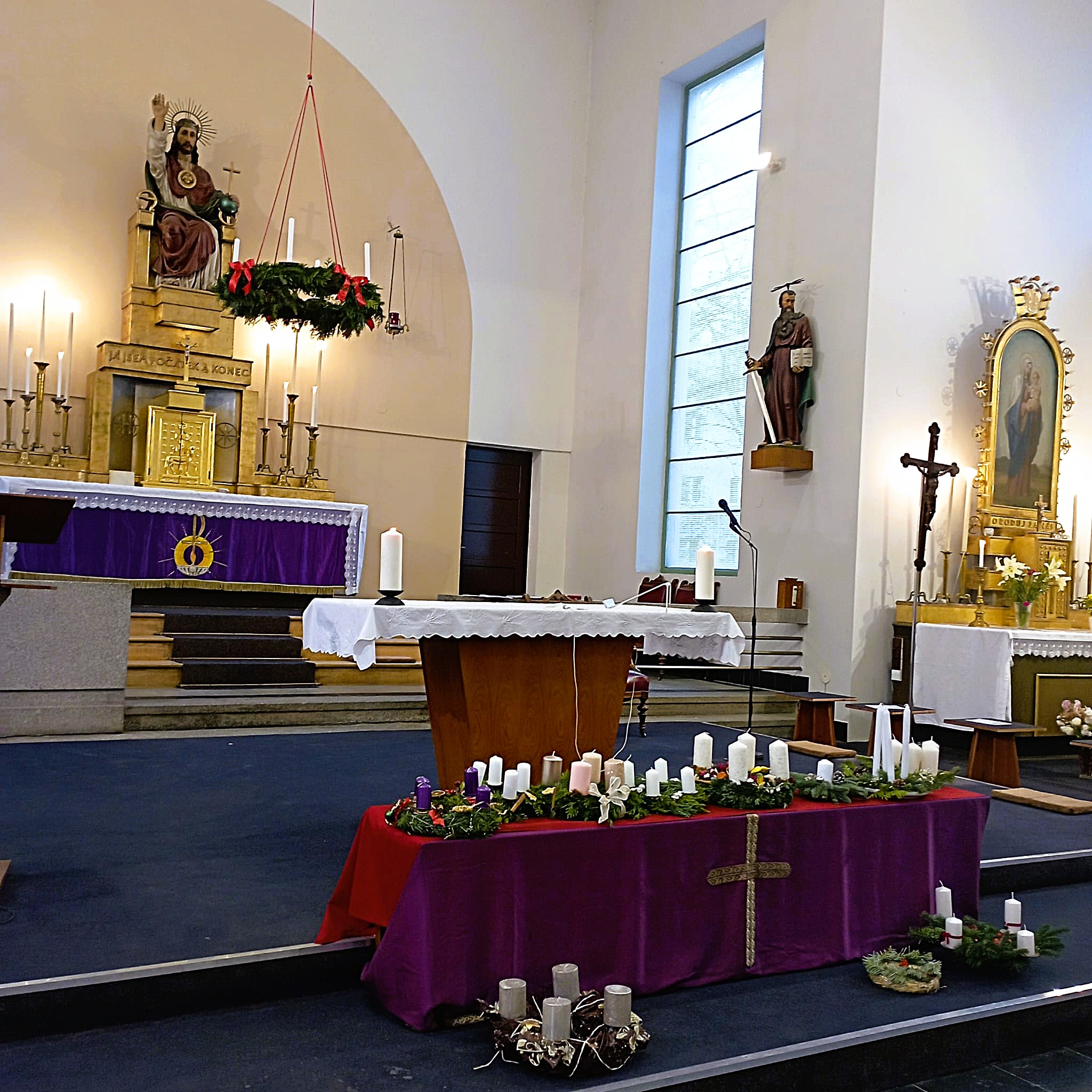
Adventní výzdoba, žehnání adventních věnců
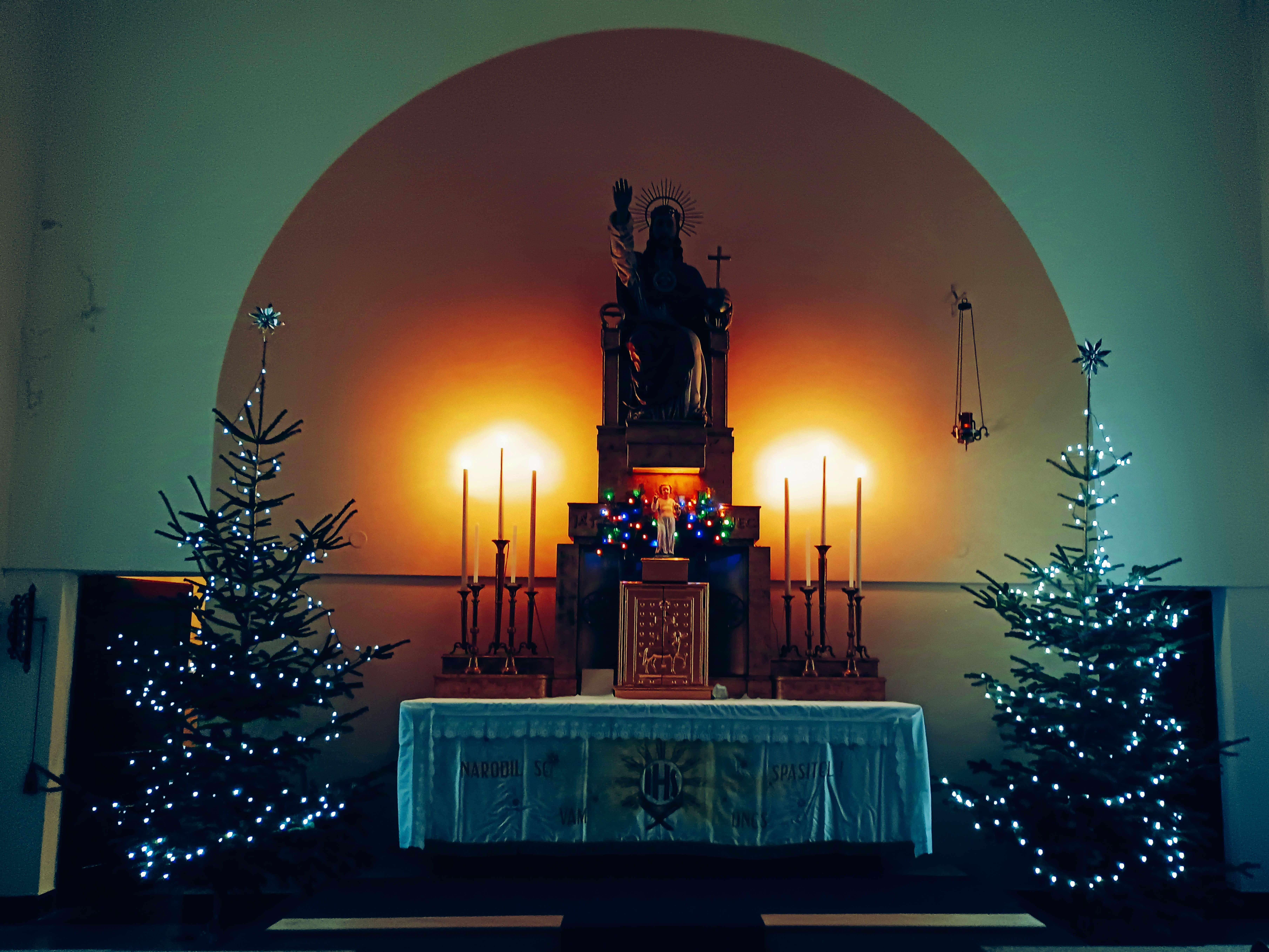
Vánoční výzdoba hlavního oltáře - rok 2024
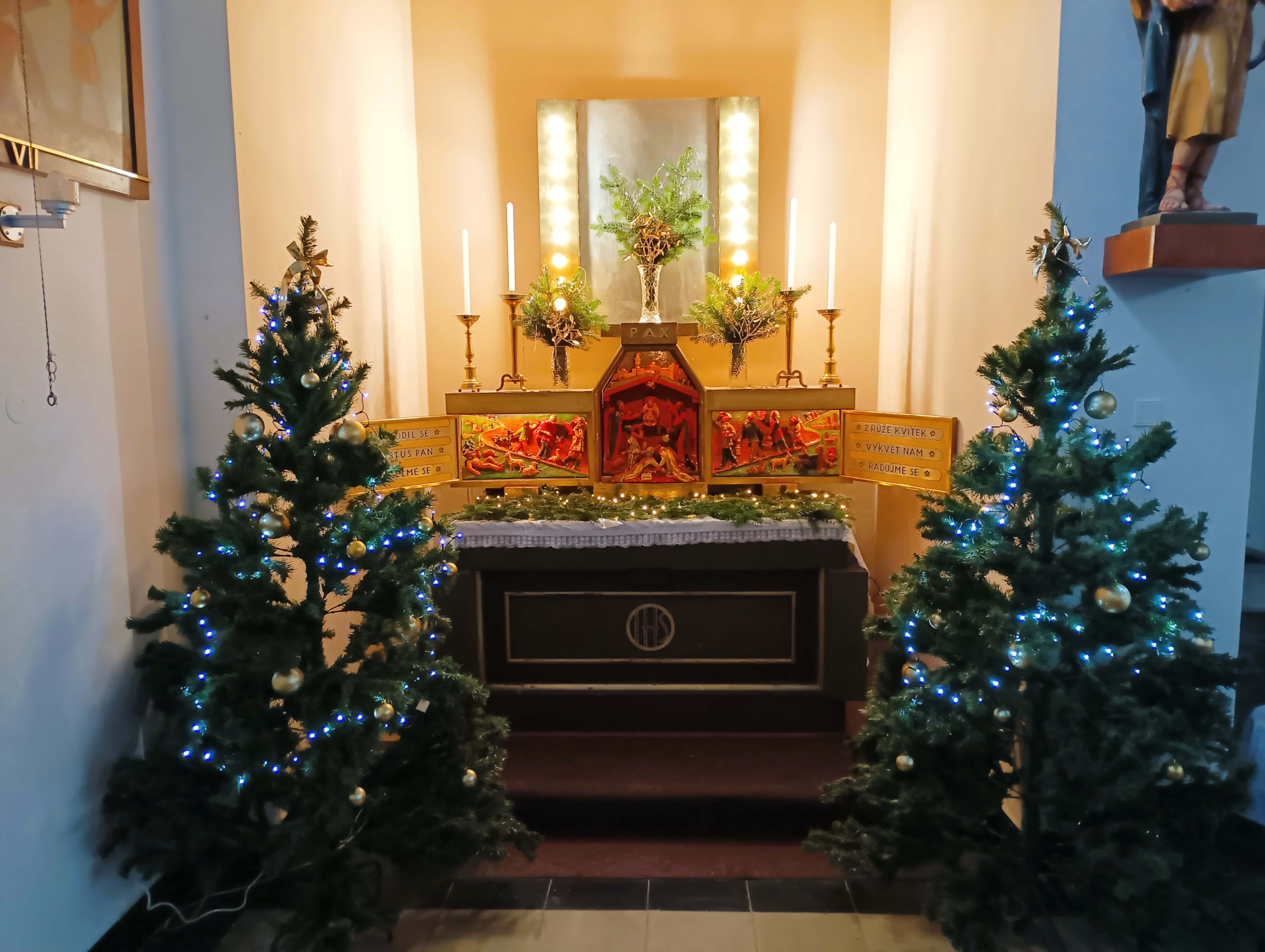
Betlém na bočním oltáři kostel Krista Krále - rok 2024
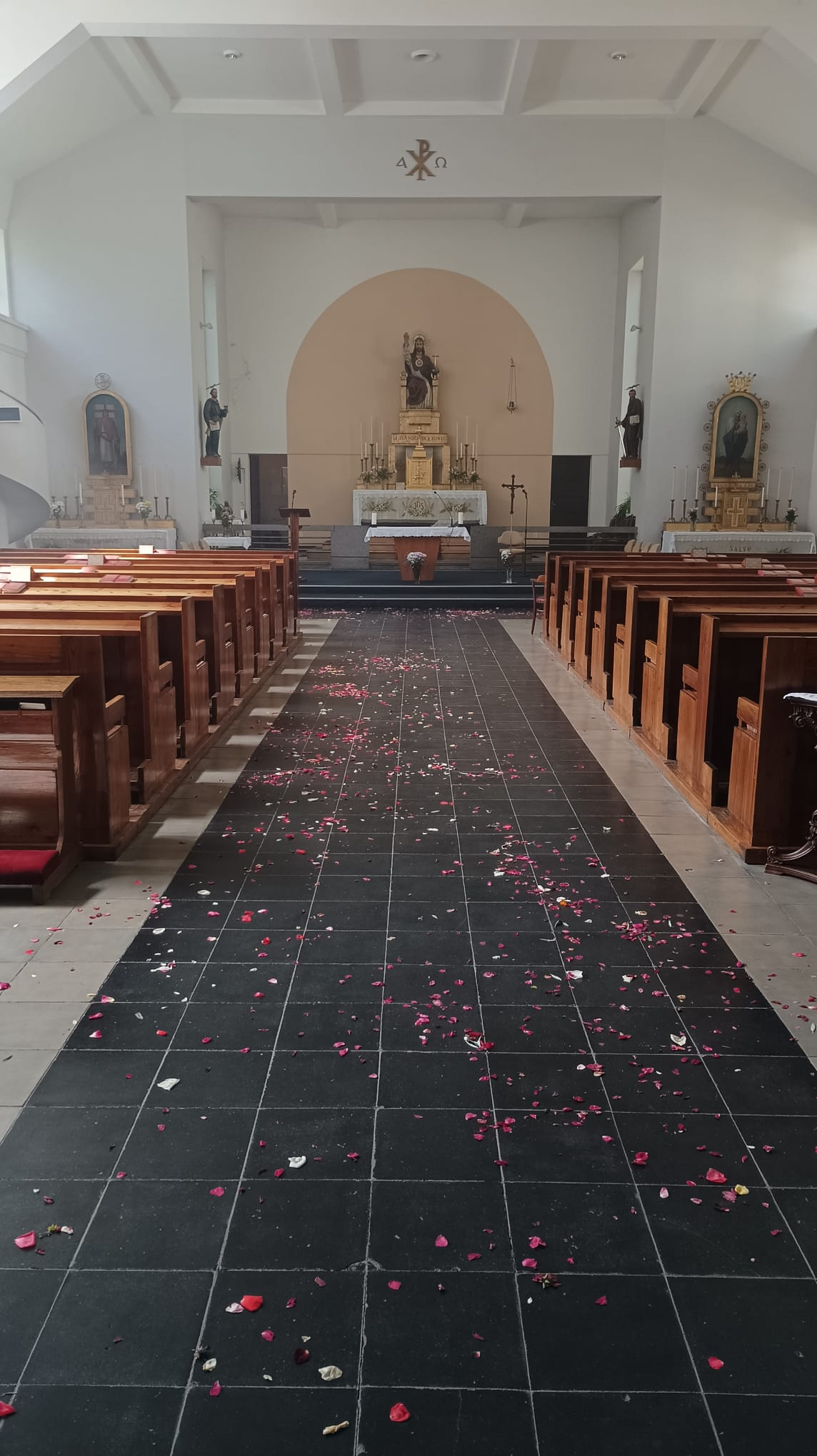
Interiér kostela po slavnosti Božího Těla.